# Trichomalopsis oryzae
Trichomalopsis oryzae är en stekelart som beskrevs av Kamijo och Grissell 1982. Trichomalopsis oryzae ingår i släktet Trichomalopsis och familjen puppglanssteklar. Inga underarter finns listade i Catalogue of Life.